# جامع النباتات
جامع النباتات أو صياد النباتات هو اسم أطلق على المستكشفين الذي جلبوا نباتات الزينة والنباتات المفيدة من قارات أمريكا وآسيا وأستراليا إلى أوروبا، وخاصةً في القرون السابع عشر والثامن عشر والتاسع عشر. وهناك، زُرعت هذه النباتات وأُجريت عليها أبحاث في الحدائق النباتية، وكثيراً ما وجدت طريقها إلى الحدائق المنزلية.